# Parasarcophaga abaensis
Parasarcophaga abaensis är en tvåvingeart som beskrevs av Feng och Ge-Xia Qiao 2003. Parasarcophaga abaensis ingår i släktet Parasarcophaga och familjen köttflugor. Inga underarter finns listade i Catalogue of Life.